# باتزتاون
باتزتاون (به انگلیسی: Butztown) یک منطقهٔ مسکونی و محدوده ثبت نشده در ایالات متحده آمریکا است که در شهر بیت‌لحم واقع شده‌است. باتزتاون ۱۰۹٫۱۲ متر بالاتر از سطح دریا قرار دارد.